# أرتور روداس
أرتور روداس (بالفرنسية: Arturo Rodas)‏ هو ملحن فرنسي وإكوادوري وروسي، ولد في 3 مارس 1954 في كيتو في الإكوادور.